# Fête de la bière

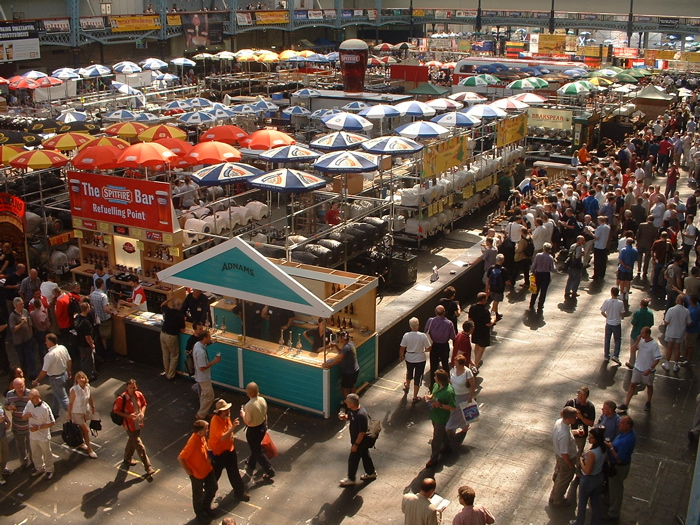
Le Great British Beer Festival, une fête de la bière à Londres.

Une fête de la bière ou un festival de la bière est un évènement festif lié à la bière durant lequel un large choix de marques ou de types de bière est proposé à la simple dégustation ou à la consommation sérieuse. On y trouve également l'occasion de se restaurer, mais aussi de participer à des jeux ou d'assister à des concerts de musique. Ce type de fête peut être limité à une animation villageoise ou au contraire devenir le lieu de rassemblement le plus populaire au monde, comme l'Oktoberfest.
Les anglophones emploient également le terme de Beer Exhibition ou Beerex, bien que celui-ci désigne plus une exposition artisanale mettant l'accent sur les variétés de brasseries ou de bières et n'ayant que peu d'animations récréatives.

## Amérique
- Brésil : Oktoberfest à Blumenau ; Brazilian Beer Festival (en)
- Argentine : Oktoberfest à Villa General Belgrano
- Chili : Bierfest à Valdivia et Llanquihue
- Costa Rica : Fiestas de Palmares à Palmares (es)
- Venezuela : Oktoberfest à Colonia Tovar

### Canada
- Kitchener-Waterloo Oktoberfest (en) à Kitchener—Waterloo
- Toronto's Festival of Beer (en), Lauder Beer Festival et Golden Tap Awards (en) à Toronto
- Ontario Craft Beer Week en Ontario

### États-Unis
- Great American Beer Festival (en) à Denver, Colorado
- Oktoberfest Zinzinnati (en) et Cincinnati Beer Fest à Cincinnati
- Great World Beer Festival (en) à New York
- Oregon Brewers Festival (en) à Portland
- Philly Beer Week (en) à Philadelphie

## Europe

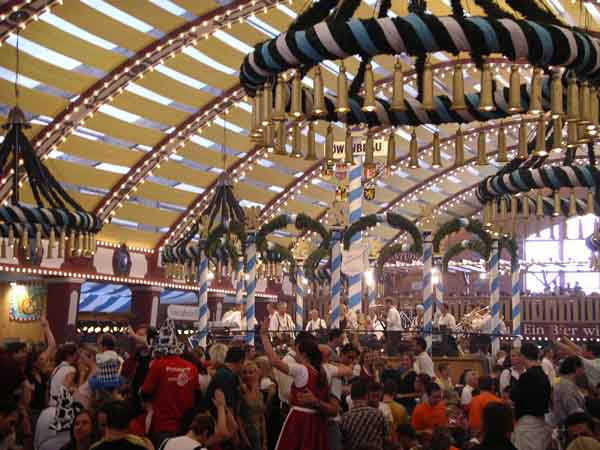
Oktoberfest de Munich

### Allemagne
En Bavière, toutes les villes de taille moyenne ont leur fête de la bière. Le Land compte en effet en 2008, 621 brasseries. La Franconie, en rassemblant à elle seule plus de 300, est un cas extrême et la plupart des villages ont leur fête de la bière.
- Oktoberfest à Munich
- Cannstatter Volksfest à Stuttgart
- Cranger Kirmes à Herne
- Gäubodenvolksfest (en) à Straubing
- Bergkirchweih à Erlangen
- Hanover Schützenfest (en) à Hanovre
- Freimarkt à Brême
- Hamburger Dom à Hambourg.

### Royaume-Uni

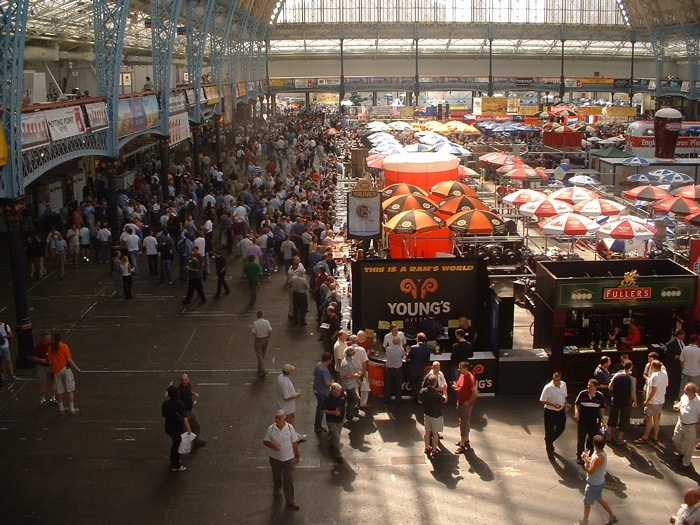
Great British Beer Festival de Londres.

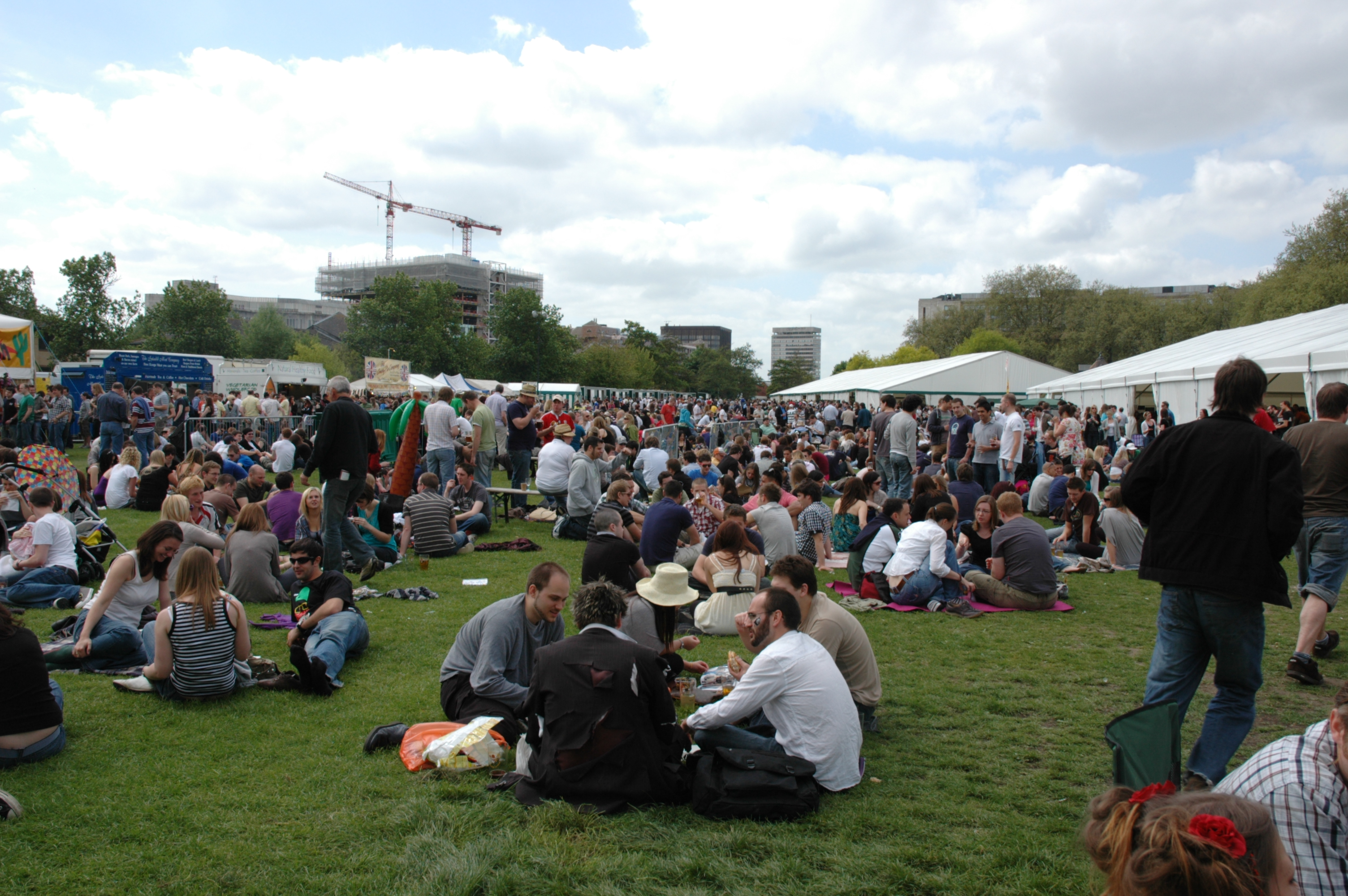
Festival de Reading.

- Great British Beer Festival (GBBF) à Londres, souvent qualifié de « plus grand pub du monde » et London Oktoberfest (Finsbury Park et Millwall Park)[3]
- National Winter Ales Festival (en) (NWAF) à Manchester, Glasgow et Burton upon Trent
- Farnham Beer Exhibition (en) à Farnham dans le Surrey
- Cambridge Beer Festival (en) à Cambridge

### France
Les fêtes de la bière sont surtout présentes dans les régions Grand Est et Hauts-de-France, la bière étant la boisson alcoolisée typique de ces régions contrairement aux autres régions françaises plus orientées vers le vin.

#### Grand Est
- « Fête de la bière » à Charleville-Mézières, la plus grande fête de la bière de France avec 130 bières à la pression et une cinquantaine en bouteille. La manifestation rassemble plus de 50 000 visiteurs sur trois jours[4].
- « Arden Brew Fest », festival de la bière artisanale à Haybes dans les Ardennes[5].
- Décibulles à Neuve-Église, fête de la bière couplée à un festival de musique.

#### Hauts-de-France
- « Bière à Lille » à Lille est un festival se déroulant sur une semaine en octobre et proposant une soixantaine d'événements liés à la bière artisanale[6].
- « Festival international de la bière artisanale » à Sainte-Marie-Cappel dans le département du Nord chaque année en septembre et réunissant 20 000 visiteurs sur deux jours[7].
- " Kermesse de la bière ", Maubeuge. Créée en 1962 à la suite de la sortie du disque «  Un clair de lune à Maubeuge » chanté par Pierre Perrin, la Kermesse de la bière était jusqu’en 1986, année de la dernière édition, la manifestation la plus importante du genre en France. La “Kermesse de la Bière” fait son retour à Maubeuge depuis 2017[8].

#### Bretagne
- « Fête de la bière » à Tréguier dans les Côtes d'Armor[9].

#### Sud Ouest
- « BLIB » à Bordeaux est un festival se déroulant sur une semaine en avril dans des bars et restaurants et tout un week-end un regroupement d'une  soixantaine de brasseries locales et régionales avec un concours de brassage amateur.

### Autres pays
- Estonie : Õllesummer (en) à Tallinn.
- Pologne : Festival de la bonne bière (Festiwal Dobrego Piwa) à Wrocław[10].
- Serbie : Festival de la bière de Belgrade à Belgrade.
- Suisse : Festibière de Genève à Carouge (GE) depuis 2017[11]. Il existe aussi une croisière dédiée à l'Okotberfest avec la Compagnie générale de navigation sur le lac Léman (CGN) à Genève [12] et à Lausanne[13]. On peut également citer la Festi’Piousse à Échallens (VD) qui est un festival de la bière artisanale ainsi que la Lausanne Beer Celebration (VD)[14].

## Océanie
- Australie : Oktoberfest à Perth, Adélaïde, Melbourne, Sydney[15] ; Schützenfest (en) à Adélaïde